# 제34회 세자르상
제34회 세자르상은 2009년 2월 27일에 열린 시상식이다.

## 수상 및 후보

### 작품상
- 세라핀 - 마르탱 프로보스트 외2명 수상
- 사랑을 부르는, 파리 - 브루노 레비 외1명
- 당신을 오랫동안 사랑했어요 - 필립 클로델
- 당신 삶의 첫번째 휴일 - 니콜라스 엘트메이어 외3명
- 클래스 - 로랑 캉테 외2명
- 크리스마스 이야기 - 아르노 데스플레샹 외1명
- 메슬랑 1부 - 킬러 인스팅트 - 장-프랑소와 리셰 외1명

### 감독상
- 메슬랑 1부 - 킬러 인스팅트 - 장-프랑소와 리셰 수상
- 당신 삶의 첫번째 휴일 - 레미 베잔송
- 클래스 - 로랑 캉테
- 크리스마스 이야기 - 아르노 데스플레샹
- 세라핀 - 마르탱 프로보스트

### 신인감독상
- 당신을 오랫동안 사랑했어요 - 필립 클로델 수상
- 베르사유 - 피에르 슐러 외2명
- 플레임 & 시트런 - 위르실라 메이에
- 애니씽 포 허 - 프레드 카바예 외3명
- 가면무도회 - 리에스 살렘 외1명

### 남우주연상
- 메슬랑 1부 - 킬러 인스팅트 - 뱅상 카셀 수상
- 러브 미 노 모어 - 알베르 뒤퐁텔
- 당신 삶의 첫번째 휴일 - 자크 검블린
- 베르사유 - 기욤 드빠르듀
- Coluche, L'histoire D'un Mec - 프랑수아 제르비에 드메종

### 여우주연상
- 세라핀 - 욜랜드 모로 수상
- 당신을 오랫동안 사랑했어요 - 크리스틴 스콧 토마스
- 줄리아 - 틸다 스윈튼
- 사강 - 실비 테스튀
- 범죄는 우리 일 - 카트린 프로

### 남우조연상
- 크리스마스 이야기 - 쟝폴 루시욜 수상
- 러브 미 노 모어 - 피에르 바넥
- 모나코 여인 - 로쉬디 젬
- 위드 어 리틀 헬프 프럼 마이셀프 - 클로드 리치
- 스텔라 - Benjamin Biolay

### 여우조연상
- 당신을 오랫동안 사랑했어요 - 엘자 질버스테인 수상
- 사랑을 부르는, 파리 - 카린 비아르
- 여름의 조각들 - 에디뜨 스꼽
- 사강 - 잔느 발리바
- 크리스마스 이야기 - anne consigny

### 신인남우상
- 당신 삶의 첫번째 휴일 - 마크-앙드레 그롱당 수상
- 당신 삶의 첫번째 휴일 - Pio Marma
- 아름다운 연인들 - 그레고이레 레프린스 린구에트
- 크리스마스 이야기 - laurent capelluto
- 위드 어 리틀 헬프 프럼 마이셀프 - ralph amoussou

### 신인여우상
- 당신 삶의 첫번째 휴일 - 데보라 프랑소와 수상
- 모나코 여인 - 루이즈 보르고앙
- 아름다운 연인들 - 레아 세이두
- 길 잃은 사람들 - Anais Demoustier
- 어글리 멜라니 - 마릴루 베리

### 각본상
- 세라핀 - 마르탱 프로보스트 외1명 수상
- 비앙베누 쉐 레 티스 - 대니 분 외2명
- 당신을 오랫동안 사랑했어요 - 필립 클로델
- 당신 삶의 첫번째 휴일 - 레미 베잔송
- 크리스마스 이야기 - 아르노 데스플레샹 외1명

### 촬영상
- 세라핀 - Laurent Brunet 수상
- 파리 36 - 톰 스턴
- 크리스마스 이야기 - 에릭 고띠에
- 플레임 & 시트런 - Agnes Godard
- 메슬랑 1부 - 킬러 인스팅트 - 로버트 갠츠

### 의상상
- 세라핀 - Madeline Fontaine 수상
- 피메일 에이전트 - Pierre-Jean Larroque
- 사강 - 나탈리 두 로스코프
- 파리 36 - Carine Sarfati
- 메슬랑 1부 - 킬러 인스팅트 - Virginie Montel

### 음향상
- 메슬랑 1부 - 킬러 인스팅트 - Alexandre Widmer 외5명 수상
- 클래스 - Agnes Ravez 외2명
- 파리 36 - Daniel Sobrino 외2명
- 크리스마스 이야기 - Jean-Pierre Laforce 외2명
- 세라핀 - Emmanuel Croset 외2명

### 편집상
- 당신 삶의 첫번째 휴일 - Sophie Reine 수상
- 사랑을 부르는, 파리 - 프란신 샌드버그
- 클래스 - 로빈 캉필로 외1명
- 크리스마스 이야기 - Laurence Briaud
- 메슬랑 1부 - 킬러 인스팅트 - 빌 팬코우 외1명

### 음악상
- 세라핀 - Michael Galasso 수상
- 당신을 오랫동안 사랑했어요 - Jean-Louis Aubert
- 당신 삶의 첫번째 휴일 - Sinclair
- 파리 36 - Reinhardt Wagner
- 메슬랑 1부 - 킬러 인스팅트 - 마르코 벨트라미 외1명

### 단편영화상
- Les Miettes - 피에르 피노드 수상
- Les Paradis Perdus - 헬리에르 시스테르네
- 스키자인 - 제레미 클라핀
- 택시 왈라 - 롤라 프레데릭
- Une Lecon Particuliere - 라파엘 체벤넨멘트

### 외국어영화상
- 바시르와 왈츠를 - 아리 폴만 수상
- 인투 더 와일드 - 숀 펜
- 데어 윌 비 블러드 - 폴 토마스 앤더슨
- 엘도라도 - 보리 라네스
- 고모라 - 마테오 가로네
- 로나의 침묵 - 장 피에르 다르덴
- 투 러버스 - 제임스 그레이

### 제작디자인상
- 세라핀 - 티에리 프랑수아 수상
- 파리 36 - Jean Rabasse
- 플레임 & 시트런 - Ivan Niclass
- 메슬랑 1부 - 킬러 인스팅트 - Emile Ghigo
- 팀퍼틸 아이들 - Olivier Raoux

### 다큐멘터리상
- 아녜스 바르다의 해변 - 아녜스 바르다 수상
- 그녀의 이름은 사빈 - 상드린 보네르
- Tabarly - 피에르 마르셀
- 라 비에 모데르네 - 레이몽 드파르동
- 헐리우드, 아임 슬리핑 오버 투나잇 - 안톤 드 맥시미

### 공로상
- 더스틴 호프만 수상

## 같이 보기
- 제81회 아카데미상
- 제62회 영국 아카데미 영화상
- 제21회 유럽 영화상